# Бочечки (усадьба)
Бочечки — усадьба дворян Львовых в селе Бочечки бывшего Путивльского уезда (ныне Конотопский район Сумской области), между поймами рек Сейм и Езуч. Окружена запущенным ландшафтным парком общей площадью свыше 10 га.
От усадьбы сохранился двухэтажный дворец палладианской архитектуры с танцевальным залом, который оформлен выступом в сторону парка в виде обширной полуротонды. Колонны и пилястры со стороны парка, ныне утраченные, были оформлены коринфским ордером. Балкон с балюстрадой снесён в 1988 году.
До последнего времени усадьба в Бочечках не состояла под государственной охраной.

## История

Старое фото усадьбы

Информация об истории усадьбы в краеведческих изданиях скудная и противоречивая. Известно, что перед революцией имением владела Анна Андреевна Львова (ум. 1912), унаследовавшая его от родителей, коллежского асессора Андрея Ивановича и его жены Марии Дмитриевны. Встречаются упоминания о том, что дворец был построен или реконструирован в 1866 году или в 1870-е годы его тогдашним владельцем, подполковником Александром Михайловичем Львовым. Село Бочечки принадлежало роду Львовых с 1745 года, временем же основания усадьбы краеведы называют 1783 год.
После Октябрьской революции господский дом занимал сельхозтехникум, после переоборудования в 1935 году его сменила Бочечковская школа. В 2010 году здание школы было отремонтировано.